# Murasson
Murasson [my.ʁa.sɑ̃] (en occitan Murasson [my.ra.'su]) est une commune française située dans le département de l'Aveyron, en région Occitanie.

## Géographie

### Localisation
La commune est limitrophe du département du Tarn.

### Communes limitrophes
Les communes limitrophes sont  Barre, Belmont-sur-Rance, Lacaune, Moulin-Mage, Mounes-Prohencoux, Murat-sur-Vèbre, Peux-et-Couffouleux et Saint-Sever-du-Moustier.
|                         | Belmont-sur-Rance  | Mounes-Prohencoux                                               |
| Saint-Sever-du-Moustier | Murasson           | Peux-et-Couffouleux, Murat-sur-Vèbre (Tarn, par un quadripoint) |
| Lacaune (Tarn)          | Moulin-Mage (Tarn) | Barre (Tarn)                                                    |

### Géologie et relief
Le territoire de la commune constitue une fraction méridionale du Massif central.

Panorama.

### Hydrographie
Le bourg chef-lieu de la commune est construit à flanc de colline, exposé vers le sud et surplombe une petite rivière : le Liamou.

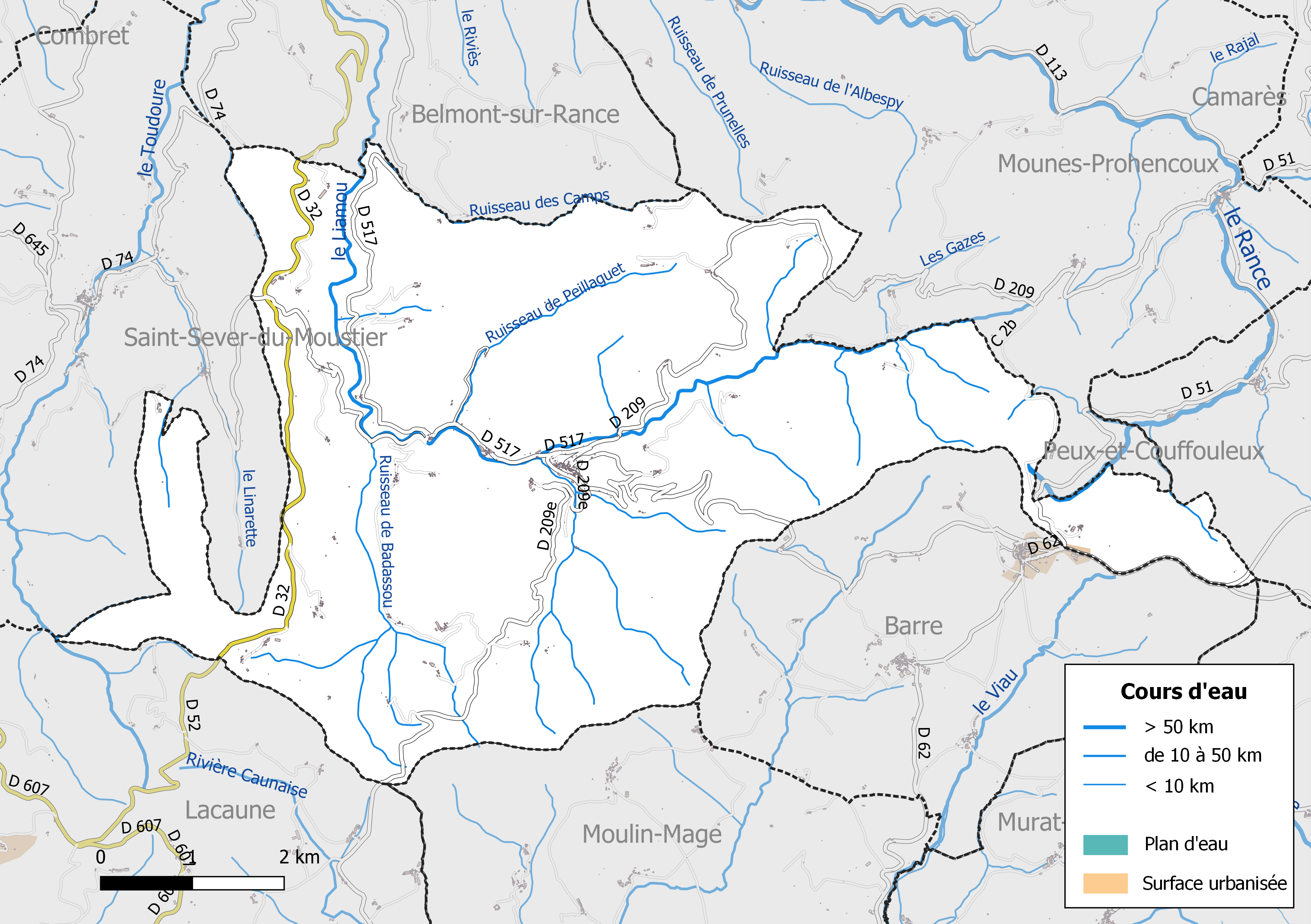
Réseaux hydrographique et routier de Murasson.

La commune est drainée par le Rance, le Liamou, le ruisseau de Badassou, le ruisseau de combaudouze, le ruisseau de Costecalle, le ruisseau de Crouzet, le ruisseau de Las Fargues, le ruisseau de Peillaguet, le ruisseau des Camps et par divers petits cours d'eau.
Le Rance, d'une longueur totale de 63,5 km, prend sa source dans la commune de Murasson et se jette  dans le Tarn à La Bastide-Solages, après avoir arrosé 12 communes.
Le Liamou, d'une longueur totale de 16,2 km, prend sa source dans la commune de Mounes-Prohencoux et se jette  dans le Rance  à Belmont-sur-Rance, après avoir arrosé 3 communes.
Le Toudoure, d'une longueur totale de 13,6 km, prend sa source dans la commune de Lacaune (81) et se jette  dans le Rance à Combret, après avoir arrosé 5 communes.

### Climat
Pour des articles plus généraux, voir Climat de l'Occitanie et Climat de l'Aveyron.
En 2010, le climat de la commune est de type climat des marges montargnardes, selon une étude s'appuyant sur une série de données couvrant la période 1971-2000. En 2020, Météo-France publie une typologie des climats de la France métropolitaine dans laquelle la commune est dans une zone de transition entre le climat de montagne et le climat méditerranéen et est dans la région climatique Sud-est du Massif Central, caractérisée par une pluviométrie annuelle de 1 000 à 1 500 mm, minimale en été, maximale en automne.
Pour la période 1971-2000, la température annuelle moyenne est de 11,1 °C, avec une amplitude thermique annuelle de 15,5 °C. Le cumul annuel moyen de précipitations est de 1 203 mm, avec 11,4 jours de précipitations en janvier et 5,3 jours en juillet. Pour la période 1991-2020, la température moyenne annuelle observée sur la station météorologique la plus proche, située sur la commune de Peux-et-Couffouleux à 9 km à vol d'oiseau, est de 10,9 °C et le cumul annuel moyen de précipitations est de 1 189,1 mm,. Pour l'avenir, les paramètres climatiques de la commune estimés pour 2050 selon différents scénarios d'émission de gaz à effet de serre sont consultables sur un site dédié publié par Météo-France en novembre 2022.

### Milieux naturels et biodiversité

#### Espaces protégés
La protection réglementaire est le mode d’intervention le plus fort pour préserver des espaces naturels remarquables et leur biodiversité associée.
Dans ce cadre, la commune fait partie d'un espace protégé, le Parc naturel régional des Grands Causses, créé en 1995 et d'une superficie de 327 937 ha, s'étend sur 97 communes. Ce territoire rural habité, reconnu au niveau national pour sa forte valeur patrimoniale et paysagère, s’organise autour d’un projet concerté de développement durable, fondé sur la protection et la valorisation de son patrimoine,,.

#### Zones naturelles d'intérêt écologique, faunistique et floristique
L’inventaire des zones naturelles d'intérêt écologique, faunistique et floristique (ZNIEFF) a pour objectif de réaliser une couverture des zones les plus intéressantes sur le plan écologique, essentiellement dans la perspective d’améliorer la connaissance du patrimoine naturel national et de fournir aux différents décideurs un outil d’aide à la prise en compte de l’environnement dans l’aménagement du territoire.
Le territoire communal de Murasson comprend deux ZNIEFF de type 1,, 
le « Bois de Melou et de Gipoul » (230,7 ha), couvrant 2 communes dont 1 dans l'Aveyron et 1 dans le Tarn
et le « Bois des Cambous » (841 ha), couvrant 3 communes dont 2 dans l'Aveyron et 1 dans le Tarn
et deux ZNIEFF de type 2, : 
- le « Rougier de Camarès » (56 714 ha), qui s'étend sur 33 communes dont 32 dans l'Aveyron et 1 dans l'Hérault[19];
- la « Vallée du Rance » (2 781 ha), qui s'étend sur 12 communes dont 11 dans l'Aveyron et 1 dans le Tarn[20].

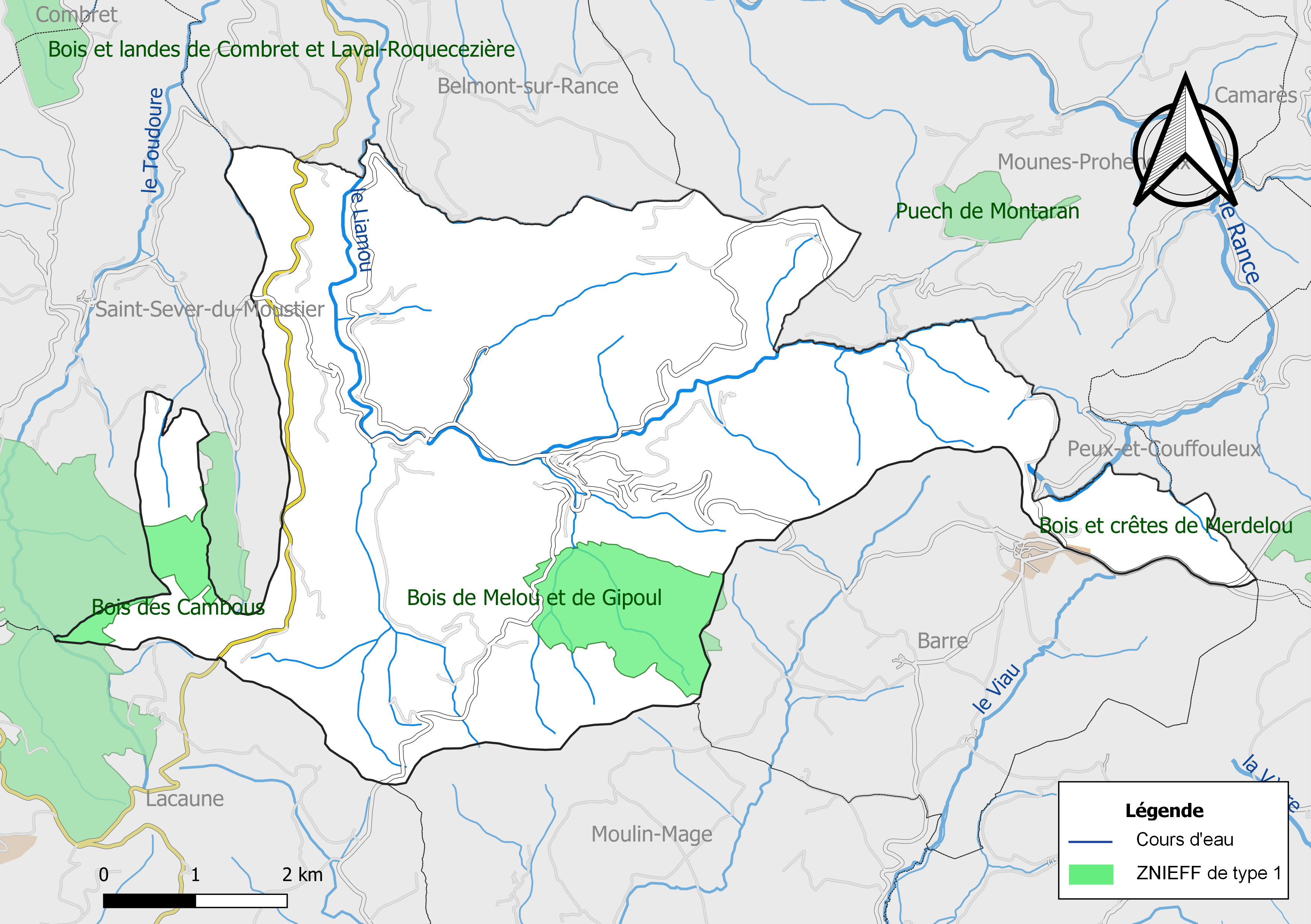
Carte des ZNIEFF de type 1 de la commune.
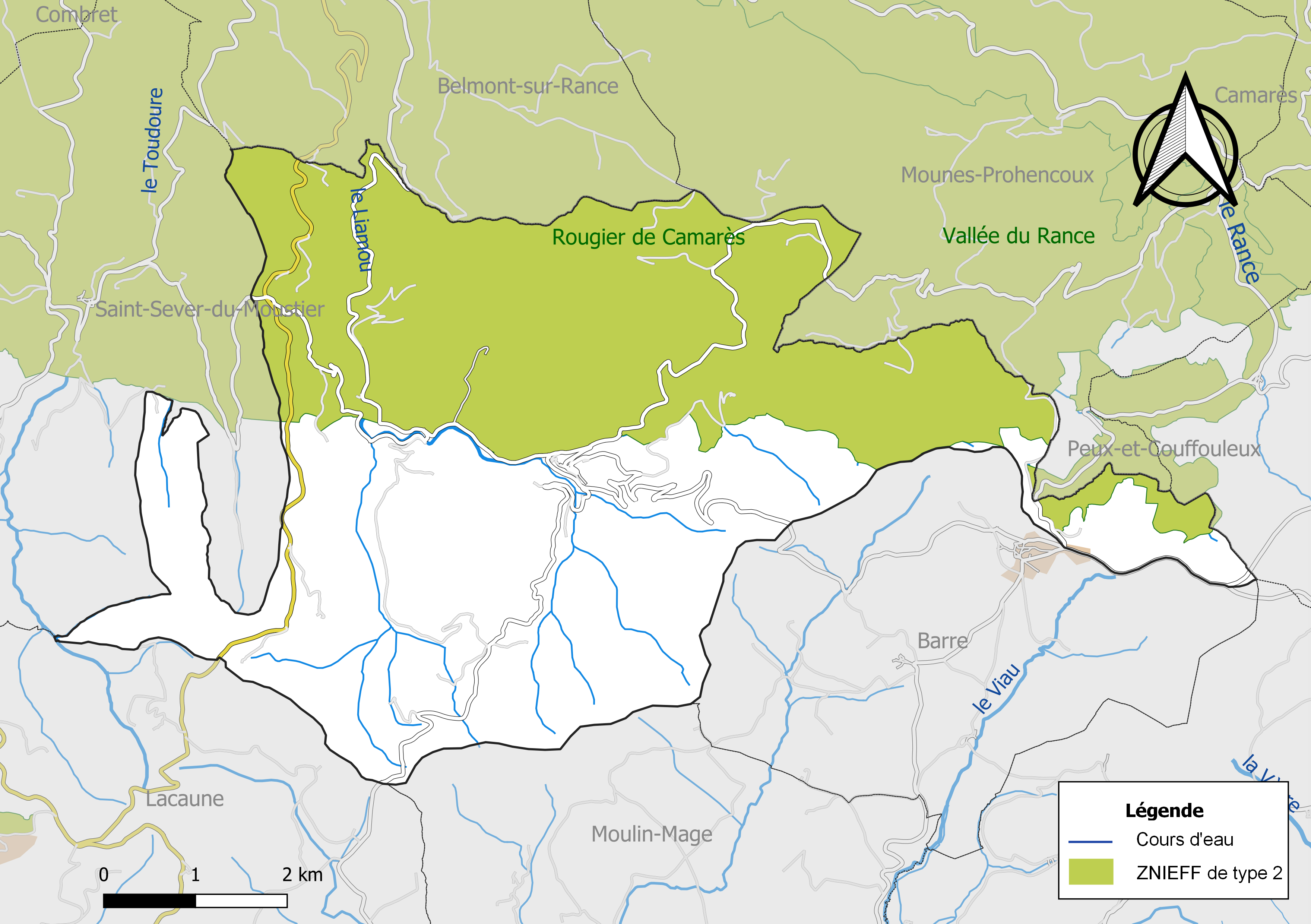
Carte des ZNIEFF de type 2 de la commune.

## Urbanisme

### Typologie
Au 1er janvier 2024, Murasson est catégorisée commune rurale à habitat très dispersé, selon la nouvelle grille communale de densité à sept niveaux définie par l'Insee en 2022.
Elle est située hors unité urbaine. Par ailleurs la commune fait partie de l'aire d'attraction de Lacaune, dont elle est une commune de la couronne,. Cette aire, qui regroupe 11 communes, est catégorisée dans les aires de moins de 50 000 habitants,.

### Occupation des sols

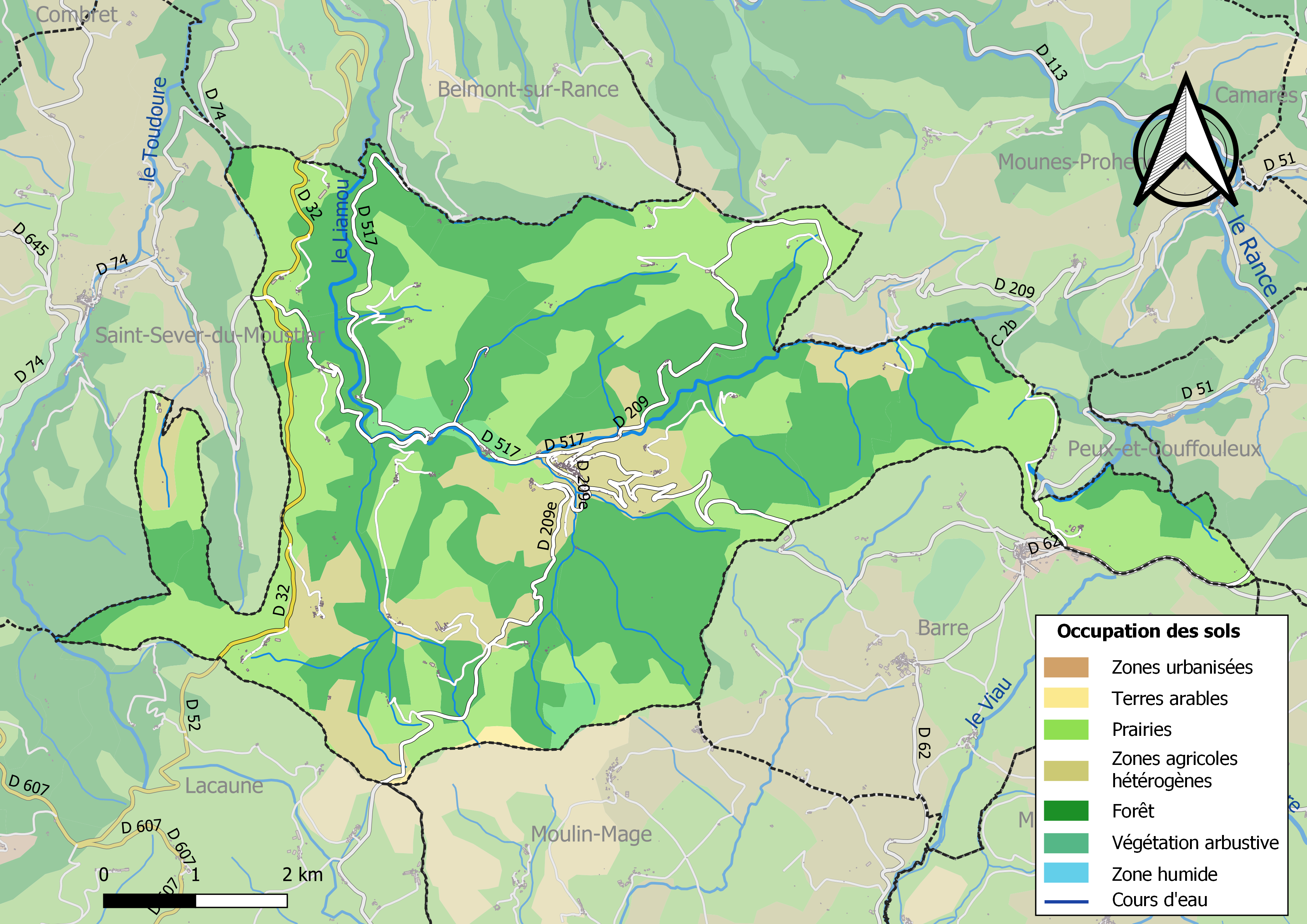
Infrastructures et occupation des sols de la commune de Murasson.

L'occupation des sols de la commune, telle qu'elle ressort de la base de données européenne d’occupation biophysique des sols Corine Land Cover (CLC), est marquée par l'importance des territoires agricoles (50,5 % en 2018), en augmentation par rapport à 1990 (44,4 %). La répartition détaillée en 2018 est la suivante : 
forêts (47,5 %), prairies (37,8 %), zones agricoles hétérogènes (12,4 %), milieux à végétation arbustive et/ou herbacée (1,9 %), terres arables (0,4 %), zones urbanisées (0,1 %).

### Planification
La loi SRU du 13 décembre 2000 a incité fortement les communes à se regrouper au sein d’un établissement public, pour déterminer les partis d’aménagement de l’espace au sein d’un SCoT, un document essentiel d’orientation stratégique des politiques publiques à une grande échelle. La commune est dans le territoire du SCoT du Parc naturel régional des Grands Causses, approuvé le vendredi 7 juillet 2017 par le comité syndical et mis à l’enquête publique en décembre 2019. La structure porteuse est le Pôle d'équilibre territorial et rural du PNR des Grands Causses, qui associe huit communautés de communes, notamment la communauté de communes Monts, Rance et Rougier, dont la commune est membre.
La commune, en 2017, avait engagé l'élaboration d'un plan local d'urbanisme.

### Risques majeurs
Le territoire de la commune de Murasson est vulnérable à différents aléas naturels : inondations, climatiques (hiver exceptionnel ou canicule), feux de forêts et séisme (sismicité très faible).
Il est également exposé à un risque particulier, le risque radon,.

#### Risques naturels

Zones inondables de la commune de Murasson.

Certaines parties du territoire communal sont susceptibles d’être affectées par le risque d’inondation par débordement du Rance. Les dernières grandes crues historiques, ayant touché plusieurs parties du département, remontent aux 3 et 4 décembre 2003 (dans les bassins du Lot, de l'Aveyron, du Viaur et du Tarn) et au 28 novembre 2014 (bassins de la Sorgues et du Dourdou). Ce risque est pris en compte dans l'aménagement du territoire de la commune par le biais du Plan de prévention du risque inondation (PPRI) du bassin du « Rance », approuvé le 9 octobre 2015.
Le Plan départemental de protection des forêts contre les incendies découpe le département de l’Aveyron en sept « bassins de risque » et définit une sensibilité des communes à l’aléa feux de forêt (de faible à très forte). La commune est classée en sensibilité forte.

#### Risque particulier
Dans plusieurs parties du territoire national, le radon, accumulé dans certains logements ou autres locaux, peut constituer une source significative d’exposition de la population aux rayonnements ionisants. Toutes les communes du département sont concernées par le risque radon à un niveau plus ou moins élevé. Selon le dossier départemental des risques majeurs du département établi en 2013, la commune de Murasson est classée à risque moyen à élevé. Un décret du 4 juin 2018 a modifié la terminologie du zonage définie dans le code de la santé publique et a été complété par un arrêté du 27 juin 2018 portant délimitation des zones à potentiel radon du territoire français. La commune est désormais en zone 3, à savoir zone à potentiel radon significatif.

## Toponymie
Attesté castel de Muratione au XIe siècle, du bas latin muratio, murationem, « ensemble de murs d’enceinte ». « Le petit rempart » ou « la petite place-forte »[réf. nécessaire].

## Politique et administration

### Découpage territorial
La commune de Murasson est membre de la communauté de communes Monts, Rance et Rougier, un établissement public de coopération intercommunale (EPCI) à fiscalité propre créé le 1er janvier 2017 dont le siège est à Belmont-sur-Rance. Ce dernier est par ailleurs membre d'autres groupements intercommunaux.
Sur le plan administratif, elle est rattachée à l'arrondissement de Millau, au département de l'Aveyron et à la région Occitanie. Sur le plan électoral, elle dépend du  canton des Causses-Rougiers pour l'élection des conseillers départementaux, depuis le redécoupage cantonal de 2014 entré en vigueur en 2015, et de la troisième circonscription de l'Aveyron  pour les élections législatives, depuis le dernier découpage électoral de 2010.

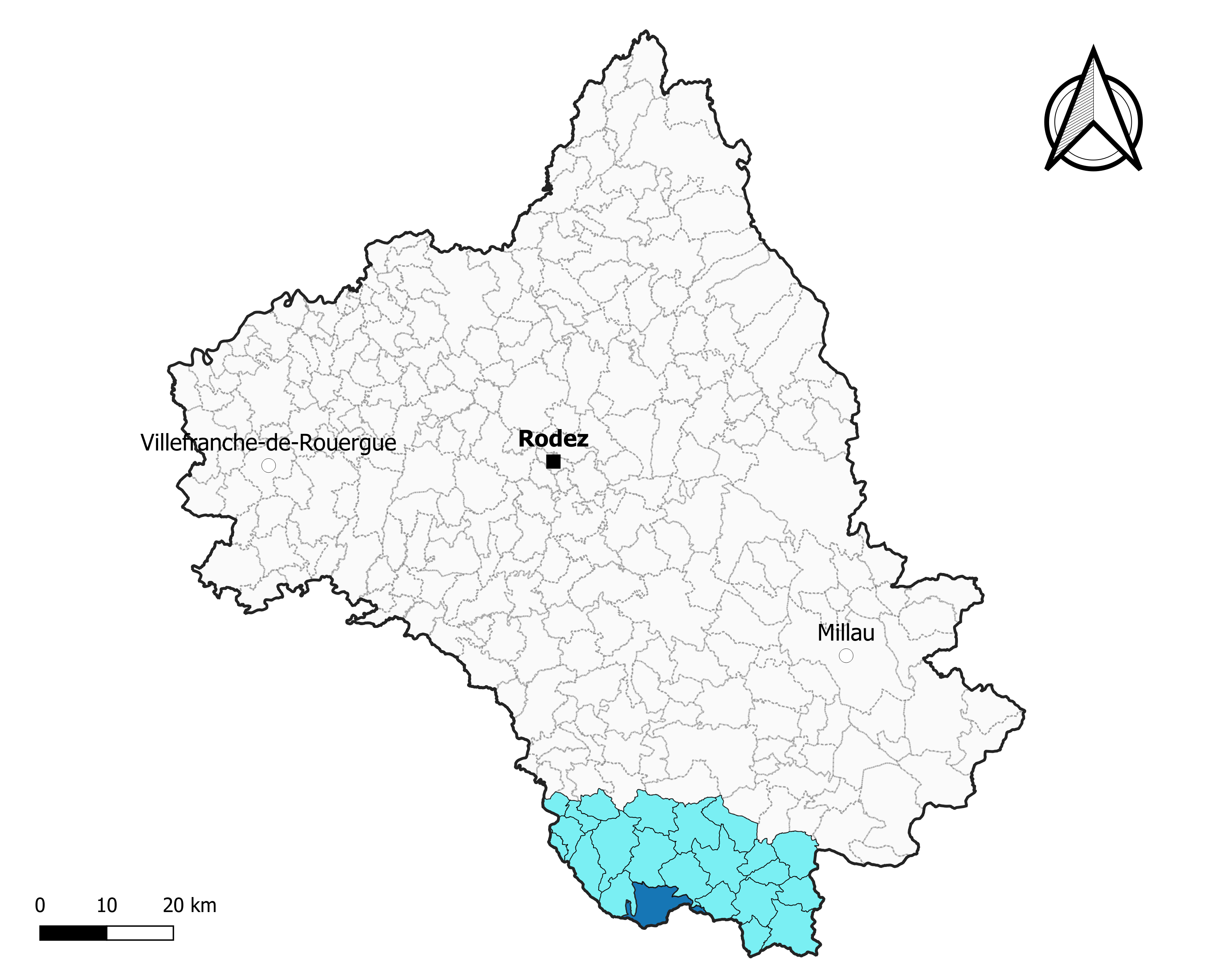
Murasson dans l'intercommunalité en 2020.
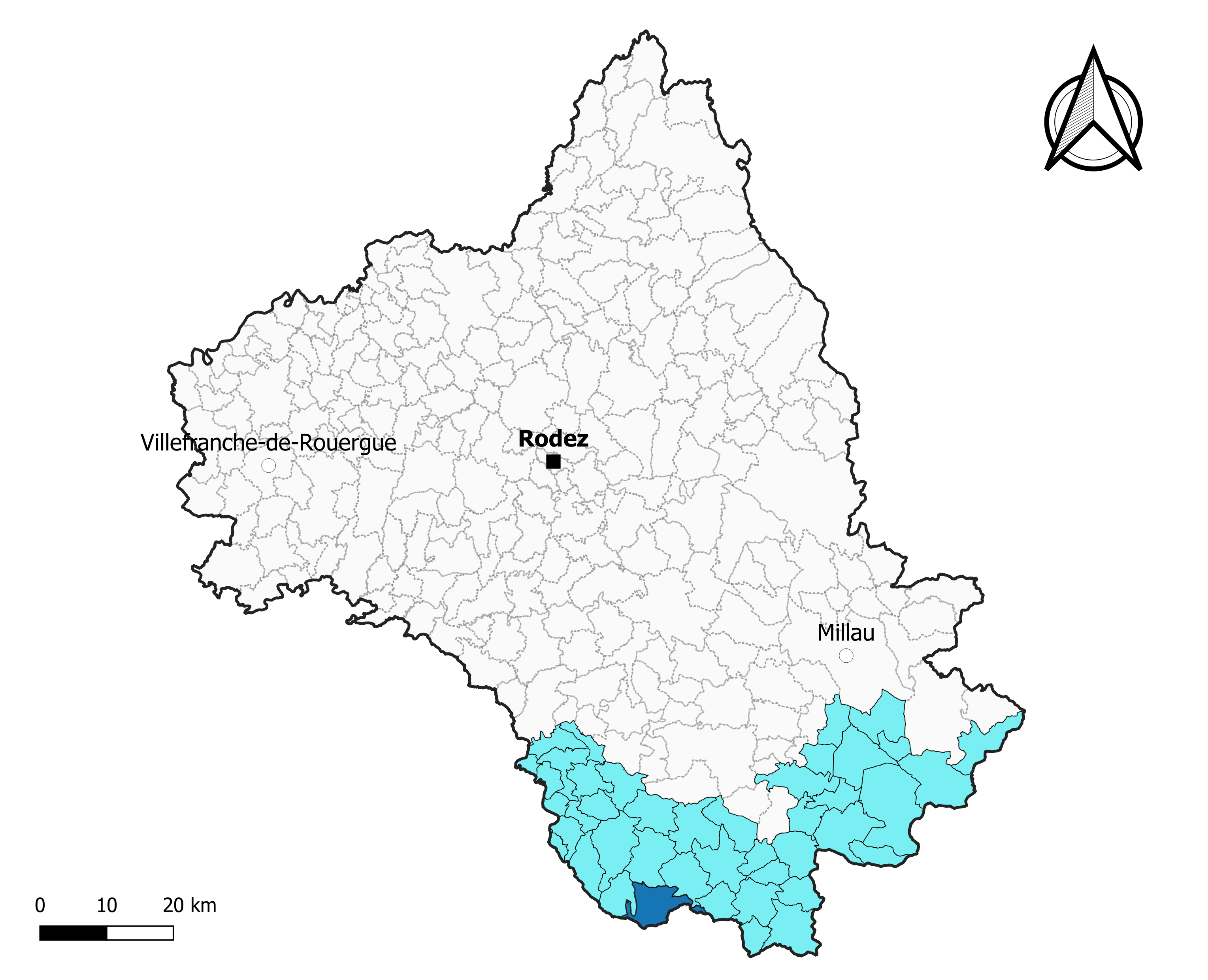
Murasson dans le canton des Causses-Rougiers en 2020.
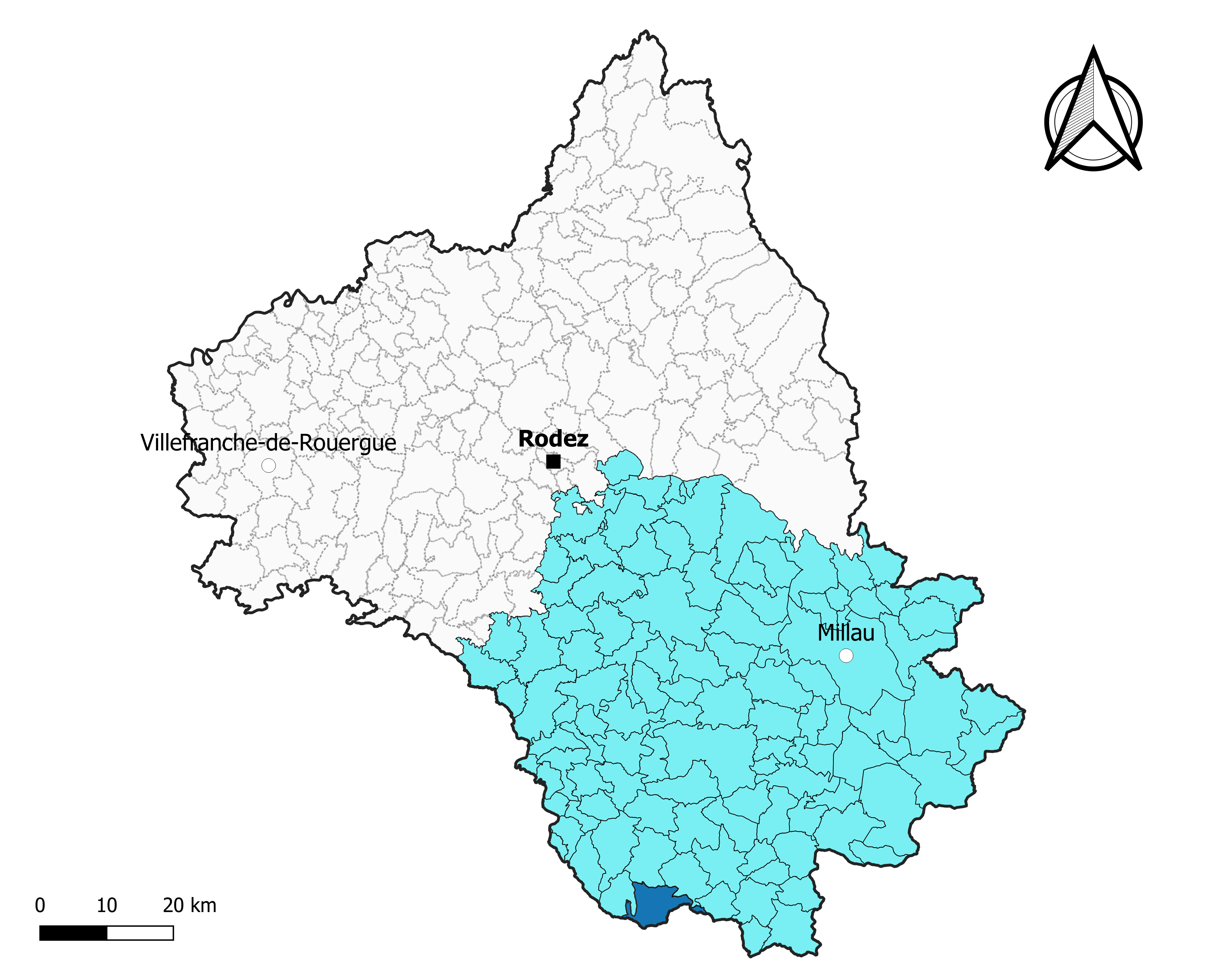
Murasson dans l'arrondissement de Millau en 2020.

### Élections municipales et communautaires

#### Élections de 2020
Le conseil municipal de Murasson, commune de moins de 1 000 habitants, est élu au scrutin majoritaire plurinominal à deux tours avec candidatures isolées ou groupées et possibilité de panachage. Compte tenu de la population communale, le nombre de sièges à pourvoir lors des élections municipales de 2020 est de 11. La totalité des onze candidats en lice est élue dès le premier tour, le 15 mars 2020, avec un taux de participation de 70,37 %.
Michèle Sicard, maire sortante, est réélue pour un nouveau mandat le 23 mai 2020.
Dans les communes de moins de 1 000 habitants, les conseillers communautaires sont désignés parmi les conseillers municipaux élus en suivant l’ordre du tableau (maire, adjoints puis conseillers municipaux) et dans la limite du nombre de sièges attribués à la commune au sein du conseil communautaire. Un siège est attribué à la commune au sein de la communauté de communes Monts, Rance et Rougier.

#### Liste des maires

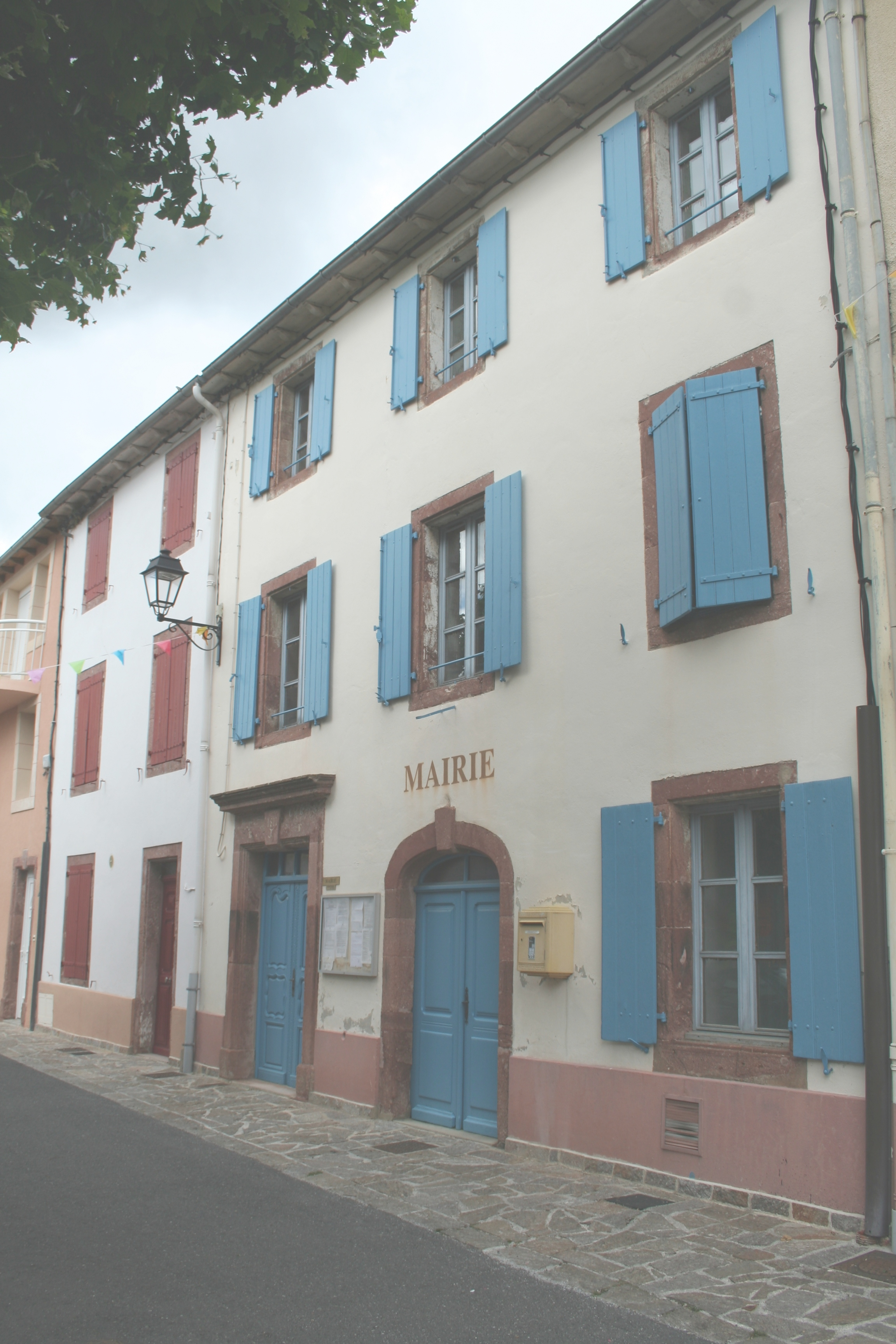
La mairie.

| Période                                  | Période                | Identité                    | Étiquette | Qualité        |
| ---------------------------------------- | ---------------------- | --------------------------- | --------- | -------------- |
| 1790                                     | 1791                   | Pierre Calvairac            |           |                |
| 1791                                     | 1793                   | Benoit Cuillé               |           |                |
| 1793                                     | 1793                   | Jean Trinquier              |           |                |
| 1793                                     | 1796                   | Benoit Cuillé               |           |                |
| 1796                                     | 1797                   | Joseph Rascol               |           |                |
| 1797                                     | 1799                   | Jacques Roques              |           |                |
| 1799                                     | 1826                   | François Augustin Barthe    |           |                |
| 1826                                     | 1828                   | Jean Seber Rouquette        |           |                |
| 1828                                     | 1830                   | Joseph Barthe               |           |                |
| 1830                                     | 1837                   | Florent Cuillé              |           |                |
| 1837                                     | 1839                   | Joseph Barthe               |           |                |
| 1839                                     | 1848                   | Jean Joseph Rascol          |           |                |
| 1848                                     | 1848                   | Florent Cuillé              |           |                |
| 1848                                     | 1868                   | Jean Joseph Rascol          |           |                |
| 1868                                     | 1870                   | Léon Nicoulau               |           |                |
| 1870                                     | 1874                   | Jean Pierre Célestin Rascol |           |                |
| 1874                                     | 1881                   | Léon Nicoulau               |           |                |
| 1881                                     | 1896                   | Célestin Rascol             |           |                |
| 1896                                     | 1904                   | Pierre Rul                  |           |                |
| 1904                                     | 1912                   | Joseph Roques               |           |                |
| 1912                                     | 1929                   | Jean Combet                 |           |                |
| 1929                                     | 1945                   | François Sicard             |           |                |
| 1945                                     | 1965                   | François Bousquet           |           |                |
| 1965                                     | 1971                   | Albert Aliès                |           |                |
| 1971                                     | mars 1989              | Louis Blayac                |           |                |
| mars 1989                                | mars 2014              | Jean-Pierre Blayac          | SE        | Agriculteur    |
| mars 2014                                | avril 2023 (démission) | Michèle Sicard,             |           | Ancienne cadre |
| juin 2023                                | En cours               | Céline Ginieis              |           |                |
| Les données manquantes sont à compléter. |                        |                             |           |                |

## Démographie
L'évolution du nombre d'habitants est connue à travers les recensements de la population effectués dans la commune depuis 1793. Pour les communes de moins de 10 000 habitants, une enquête de recensement portant sur toute la population est réalisée tous les cinq ans, les populations de référence des années intermédiaires étant quant à elles estimées par interpolation ou extrapolation. Pour la commune, le premier recensement exhaustif entrant dans le cadre du nouveau dispositif a été réalisé en 2004.

En 2022, la commune comptait 213 habitants, en évolution de +14,52 % par rapport à 2016 (Aveyron : +0,37 %, France hors Mayotte : +2,11 %).
| 1793  | 1800  | 1806  | 1821  | 1831  | 1836  | 1841  | 1846  | 1851  |
| ----- | ----- | ----- | ----- | ----- | ----- | ----- | ----- | ----- |
| 1 000 | 1 101 | 2 326 | 2 495 | 2 631 | 1 315 | 1 335 | 1 349 | 1 401 |

| 1856  | 1861  | 1866  | 1872  | 1876  | 1881  | 1886  | 1891  | 1896  |
| ----- | ----- | ----- | ----- | ----- | ----- | ----- | ----- | ----- |
| 1 364 | 1 341 | 1 291 | 1 290 | 1 270 | 1 315 | 1 323 | 1 209 | 1 014 |

| 1901  | 1906 | 1911 | 1921 | 1926 | 1931 | 1936 | 1946 | 1954 |
| ----- | ---- | ---- | ---- | ---- | ---- | ---- | ---- | ---- |
| 1 026 | 960  | 887  | 756  | 693  | 646  | 576  | 491  | 462  |

| 1962 | 1968 | 1975 | 1982 | 1990 | 1999 | 2004 | 2006 | 2009 |
| ---- | ---- | ---- | ---- | ---- | ---- | ---- | ---- | ---- |
| 424  | 362  | 299  | 266  | 235  | 212  | 210  | 207  | 199  |

| 2014 | 2019 | 2022 | - | - | - | - | - | - |
| ---- | ---- | ---- | - | - | - | - | - | - |
| 184  | 210  | 213  | - | - | - | - | - | - |

## Économie

### Revenus
En 2018  (données Insee publiées en septembre 2021), la commune compte 91 ménages fiscaux, regroupant 204 personnes. La médiane du revenu disponible par unité de consommation est de 19 170 € (20 640 € dans le département).

### Emploi
| Division       | 2008  | 2013  | 2018  |
| -------------- | ----- | ----- | ----- |
| Commune        | 1,8 % | 0,9 % | 7 %   |
| Département    | 5,4 % | 7,1 % | 7,1 % |
| France entière | 8,3 % | 10 %  | 10 %  |

En 2018, la population âgée de 15 à 64 ans s'élève à 111 personnes, parmi lesquelles on compte 80,9 % d'actifs (73,9 % ayant un emploi et 7 % de chômeurs) et 19,1 % d'inactifs,. Depuis 2008, le taux de chômage communal (au sens du recensement) des 15-64 ans est inférieur à celui de la France et du département.
La commune fait partie de la couronne de l'aire d'attraction de Lacaune, du fait qu'au moins 15 % des actifs travaillent dans le pôle,. Elle compte 59 emplois en 2018, contre 80 en 2013 et 71 en 2008. Le nombre d'actifs ayant un emploi résidant dans la commune est de 85, soit un indicateur de concentration d'emploi de 70,1 % et un taux d'activité parmi les 15 ans ou plus de 54,9 %.
Sur ces 85 actifs de 15 ans ou plus ayant un emploi, 39 travaillent dans la commune, soit 47 % des habitants. Pour se rendre au travail, 76,1 % des habitants utilisent un véhicule personnel ou de fonction à quatre roues, 9,1 % s'y rendent en deux-roues, à vélo ou à pied et 14,8 % n'ont pas besoin de transport (travail au domicile).

### Activités hors agriculture
21 établissements sont implantés  à Murasson au 31 décembre 2019. Le tableau ci-dessous en détaille le nombre par secteur d'activité et compare les ratios avec ceux du département,.
Le secteur de l'industrie manufacturière, des industries extractives et autres est prépondérant sur la commune puisqu'il représente 47,6 % du nombre total d'établissements de la commune (10 sur les 21 entreprises implantées  à Murasson), contre 17,7 % au niveau départemental.

### Agriculture
La commune est dans les Monts de Lacaune, une petite région agricole occupant le sud du département de l'Aveyron. En 2020, l'orientation technico-économique de l'agriculture  sur la commune est l'élevage d'ovins ou de caprins.
|               | 1988  | 2000  | 2010  | 2020  |
| ------------- | ----- | ----- | ----- | ----- |
| Exploitations | 31    | 26    | 20    | 19    |
| SAU (ha)      | 1 426 | 1 570 | 1 494 | 1 523 |

Le nombre d'exploitations agricoles en activité et ayant leur siège dans la commune est passé de 31 lors du recensement agricole de 1988  à 26 en 2000 puis à 20 en 2010 et enfin à 19 en 2020, soit une baisse de 39 % en 32 ans. Le même mouvement est observé à l'échelle du département qui a perdu pendant cette période 51 % de ses exploitations,. La surface agricole utilisée sur la commune a quant à elle augmenté, passant de 1 426 ha en 1988 à 1 523 ha en 2020. Parallèlement la surface agricole utilisée moyenne par exploitation a augmenté, passant de 46 à 80 ha.

## Culture locale et patrimoine

### Lieux et monuments

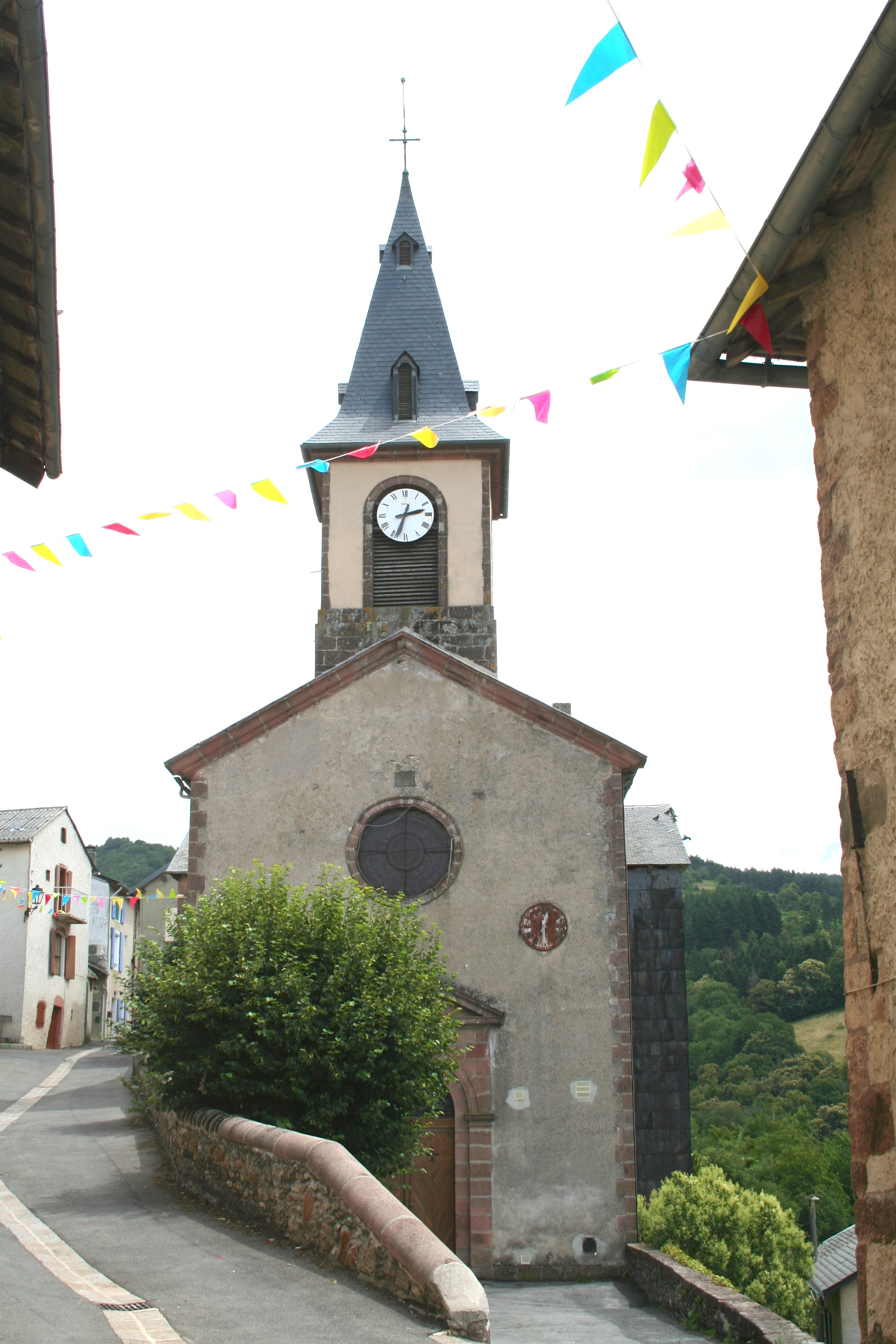
Église Sainte-Marie-Madeleine de Murasson.
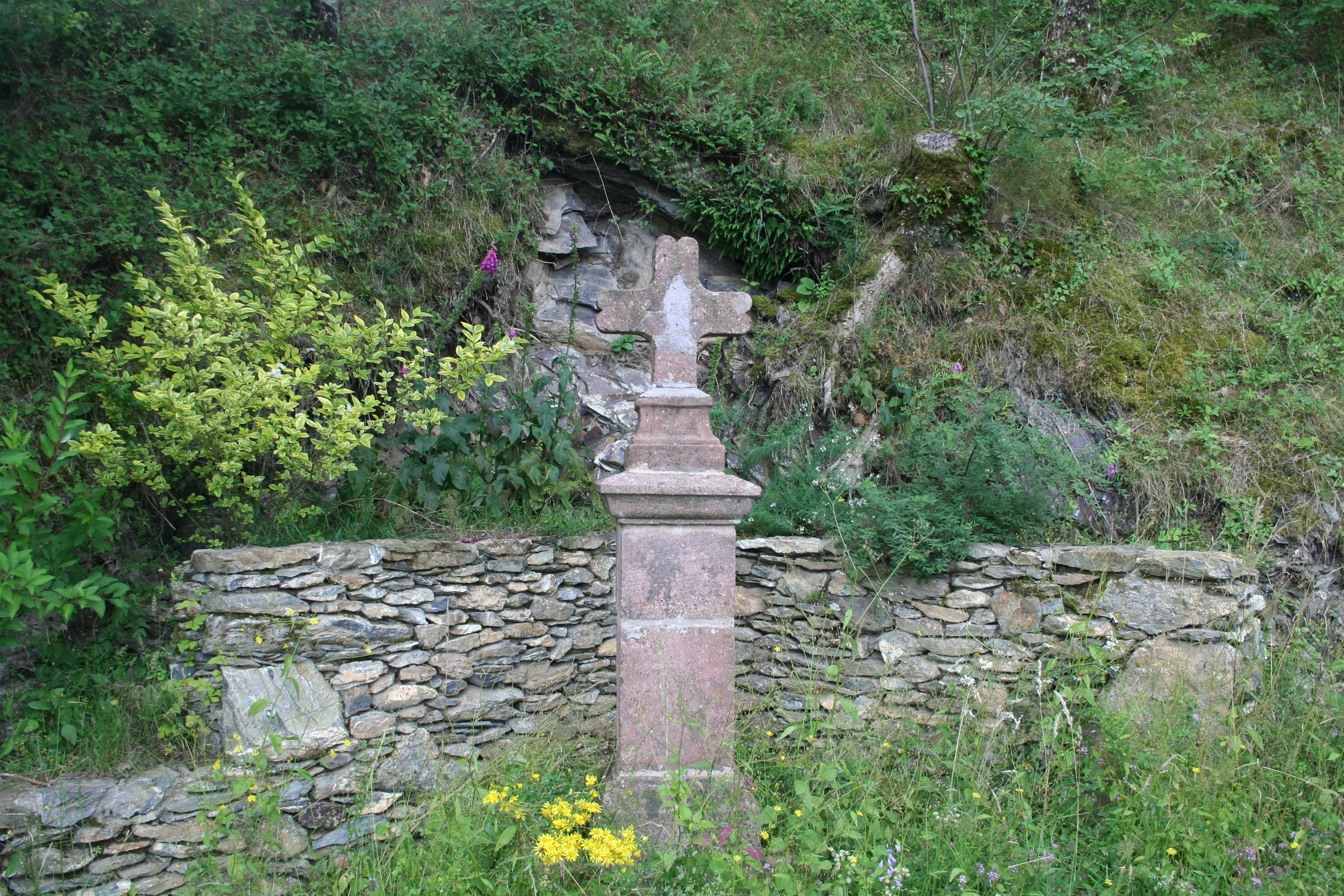
Croix monumentale
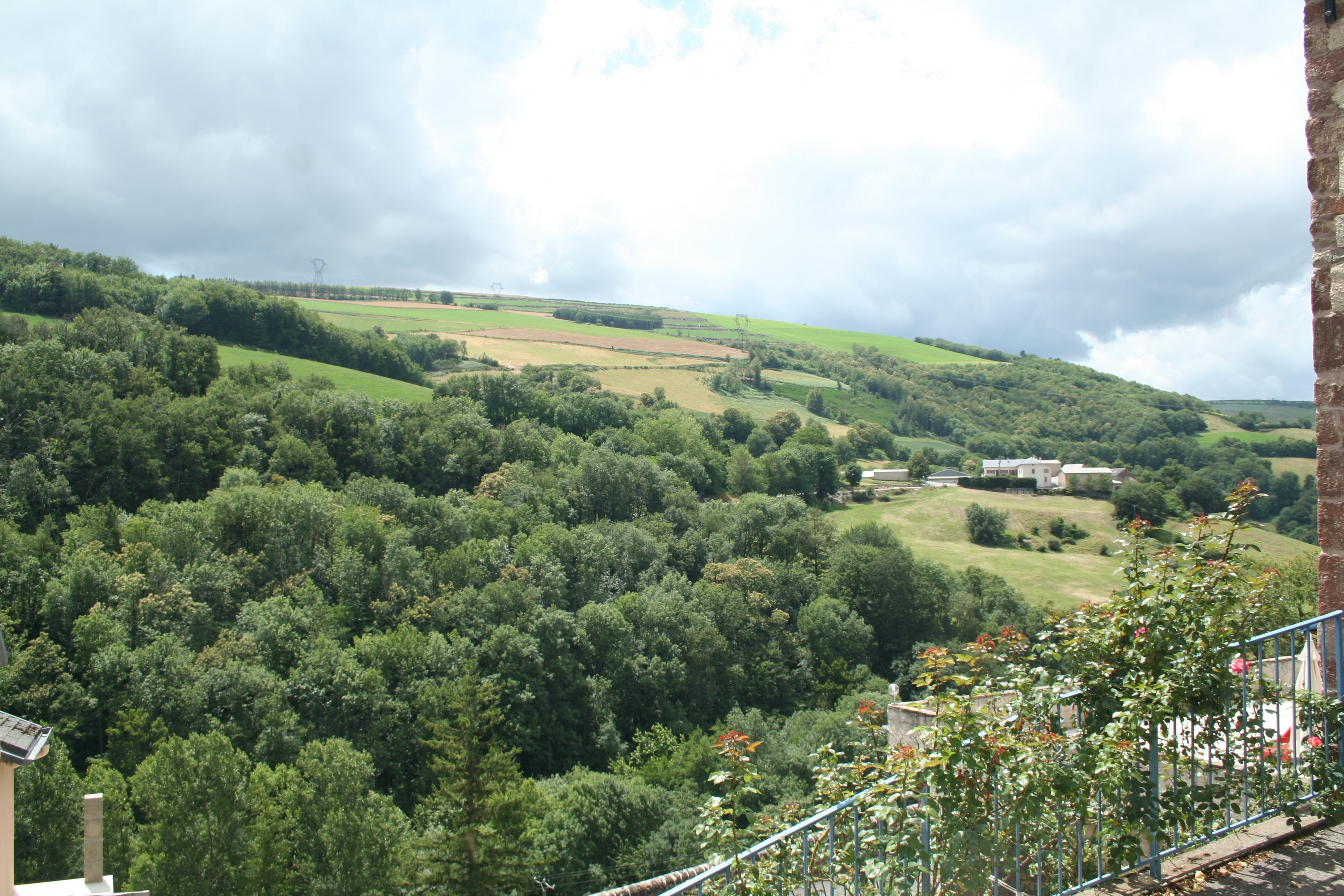
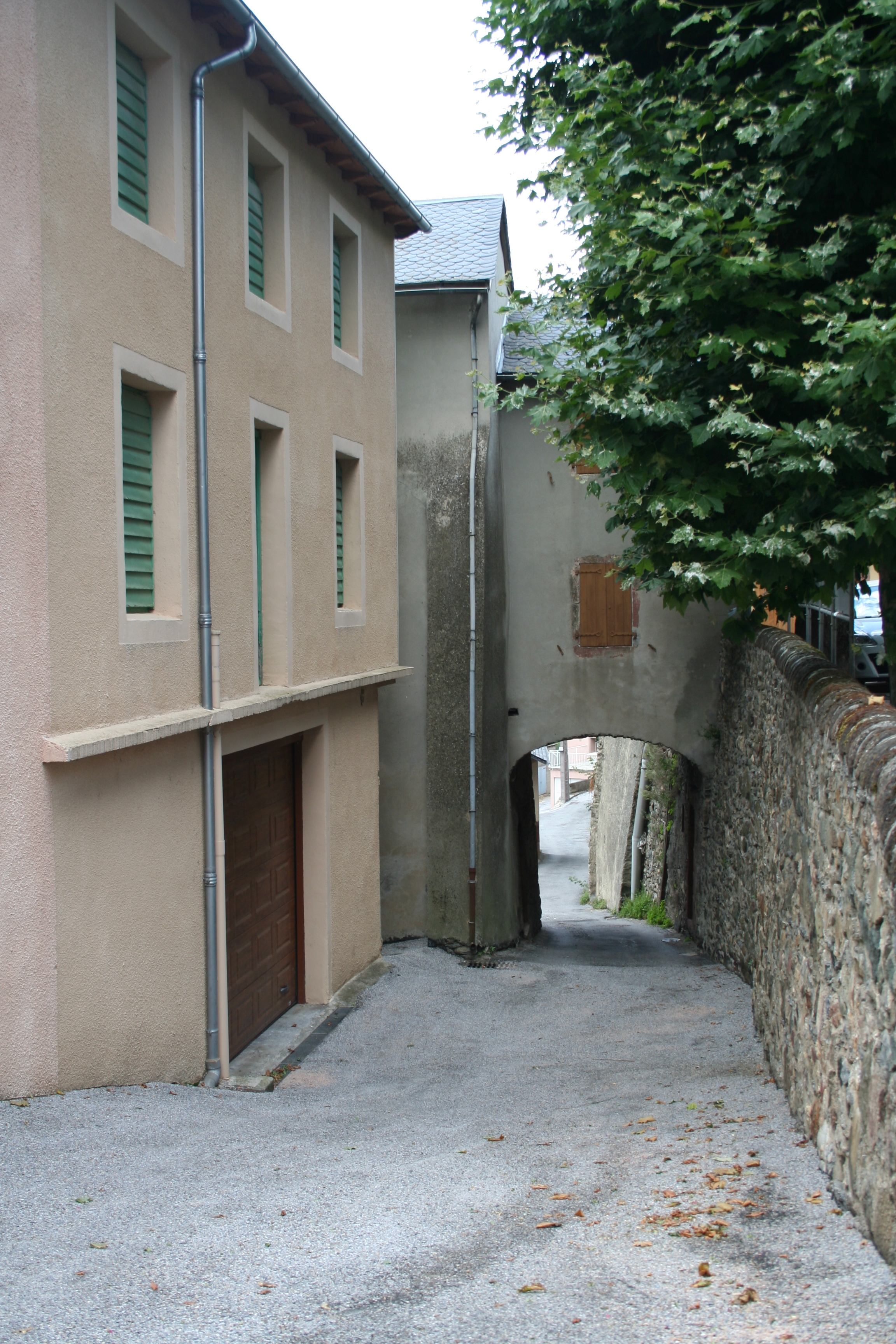
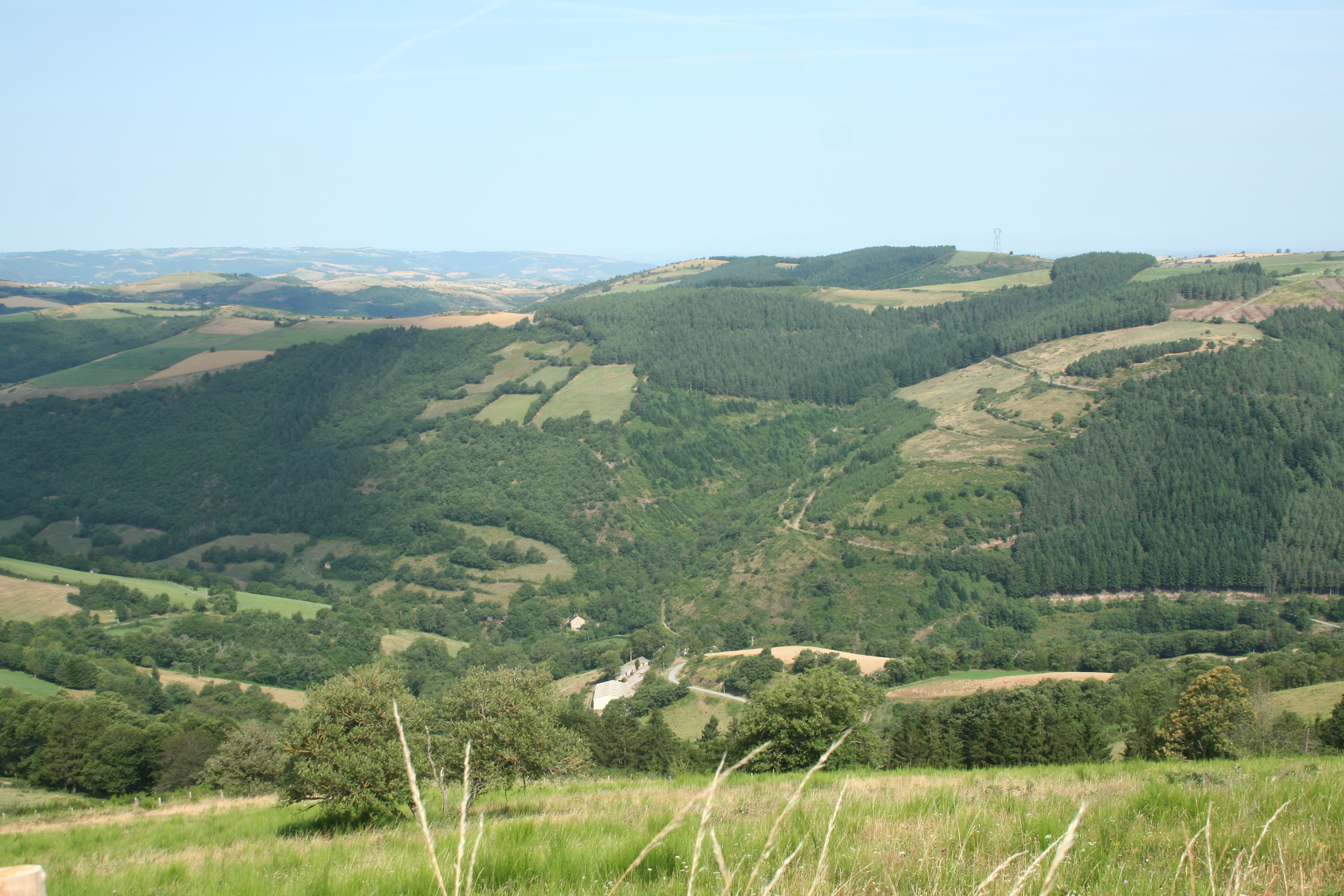
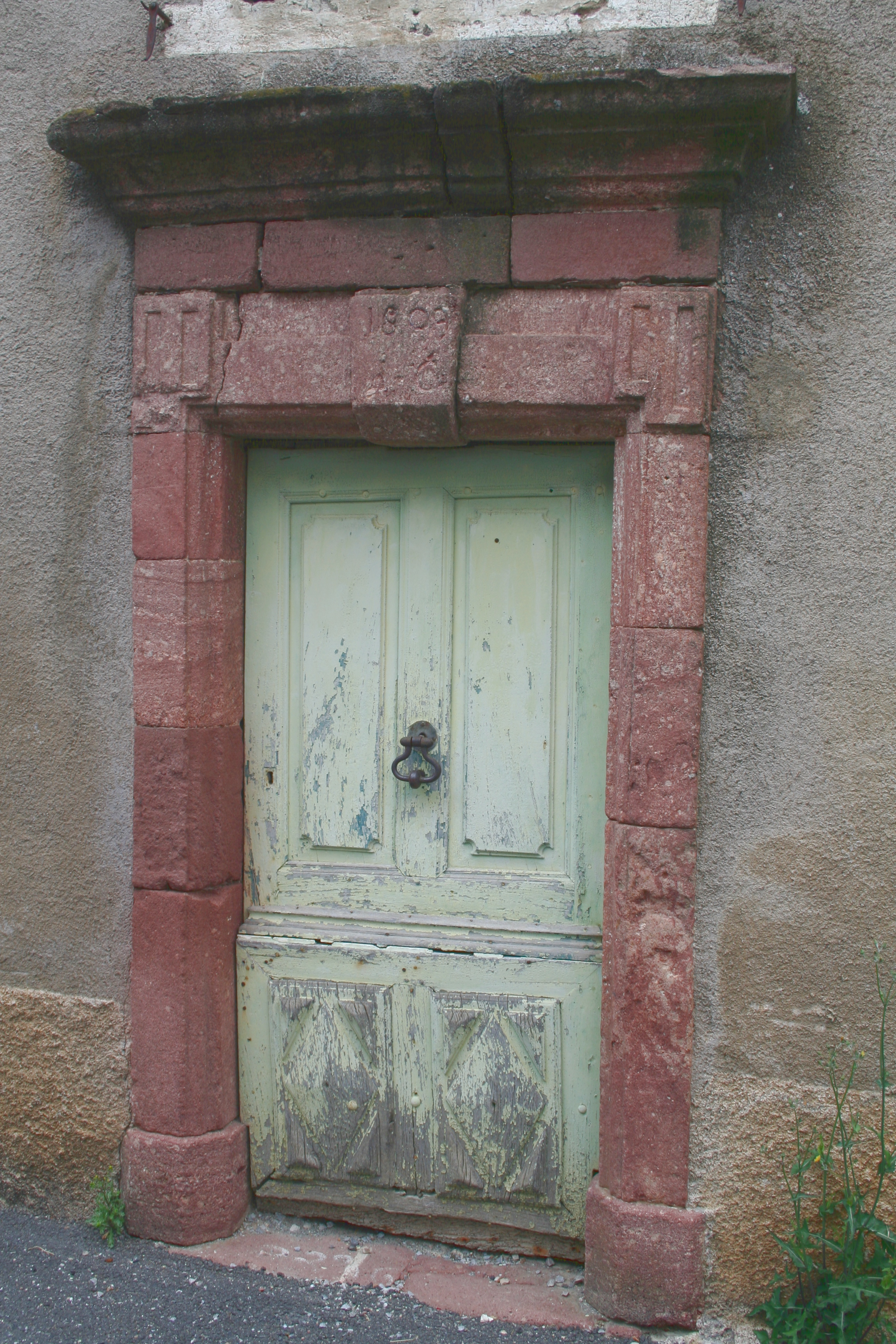
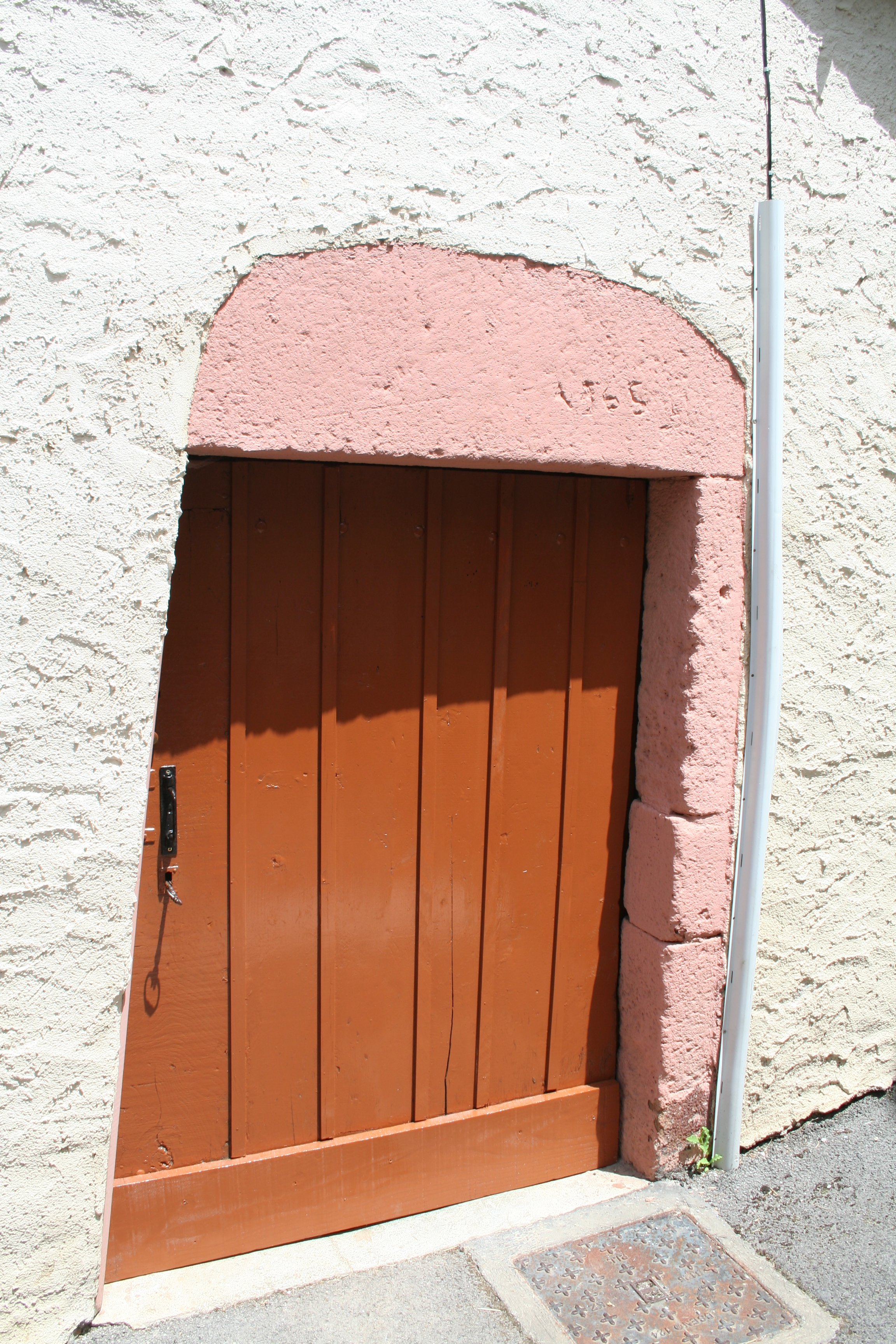
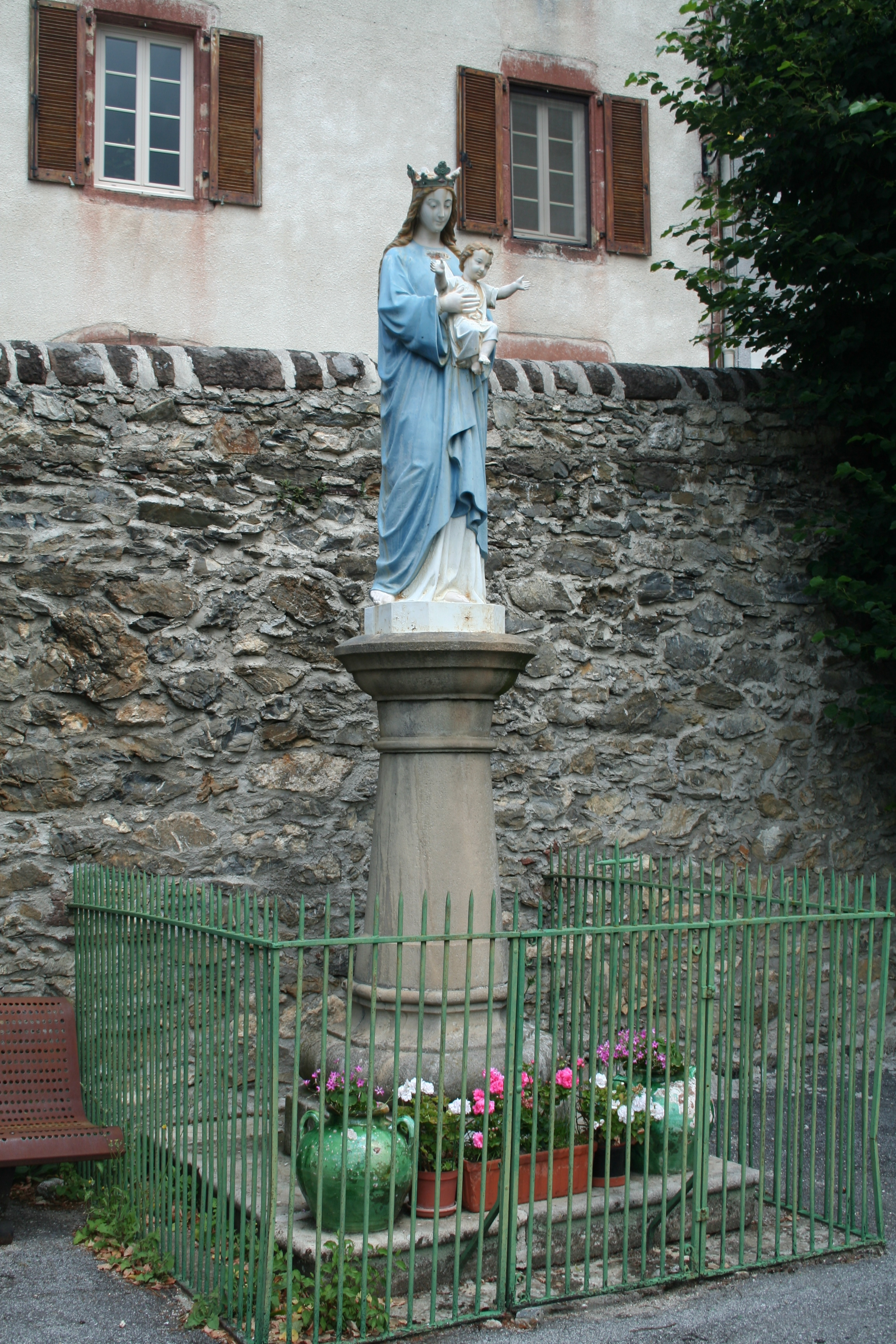
Statue de la Vierge à l'Enfant
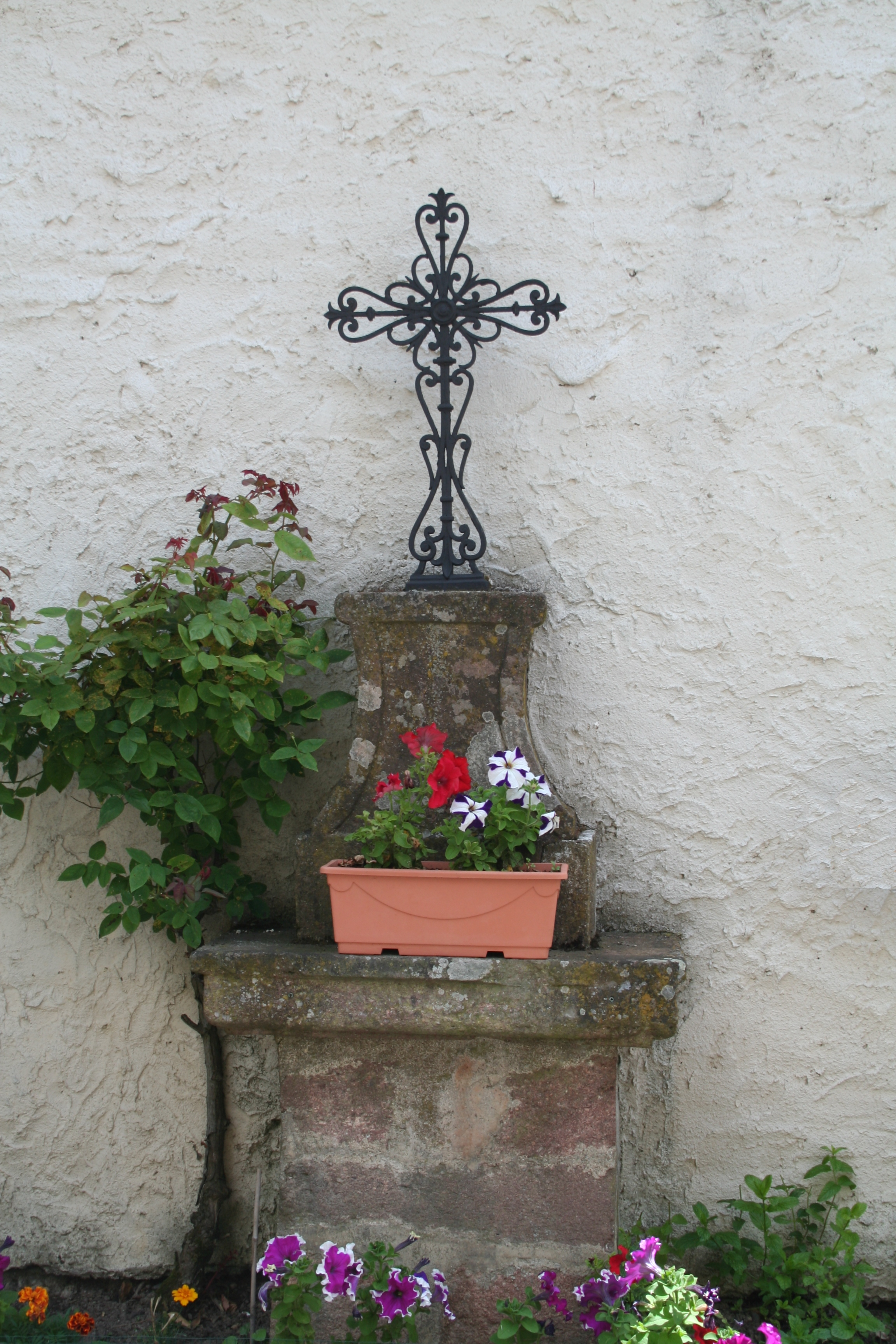
Une croix latine en fer forgé
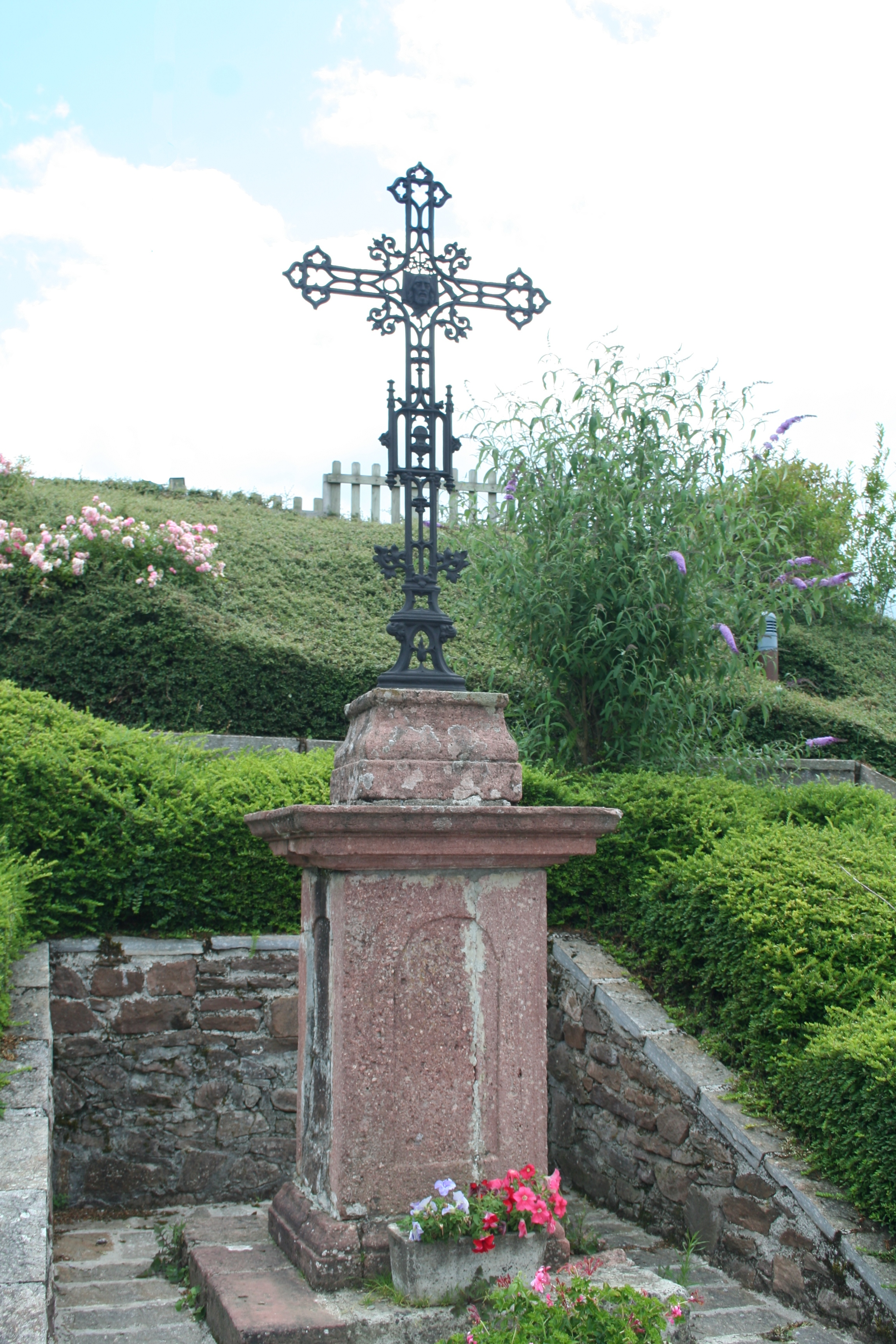
Une croix latine en fer forgé
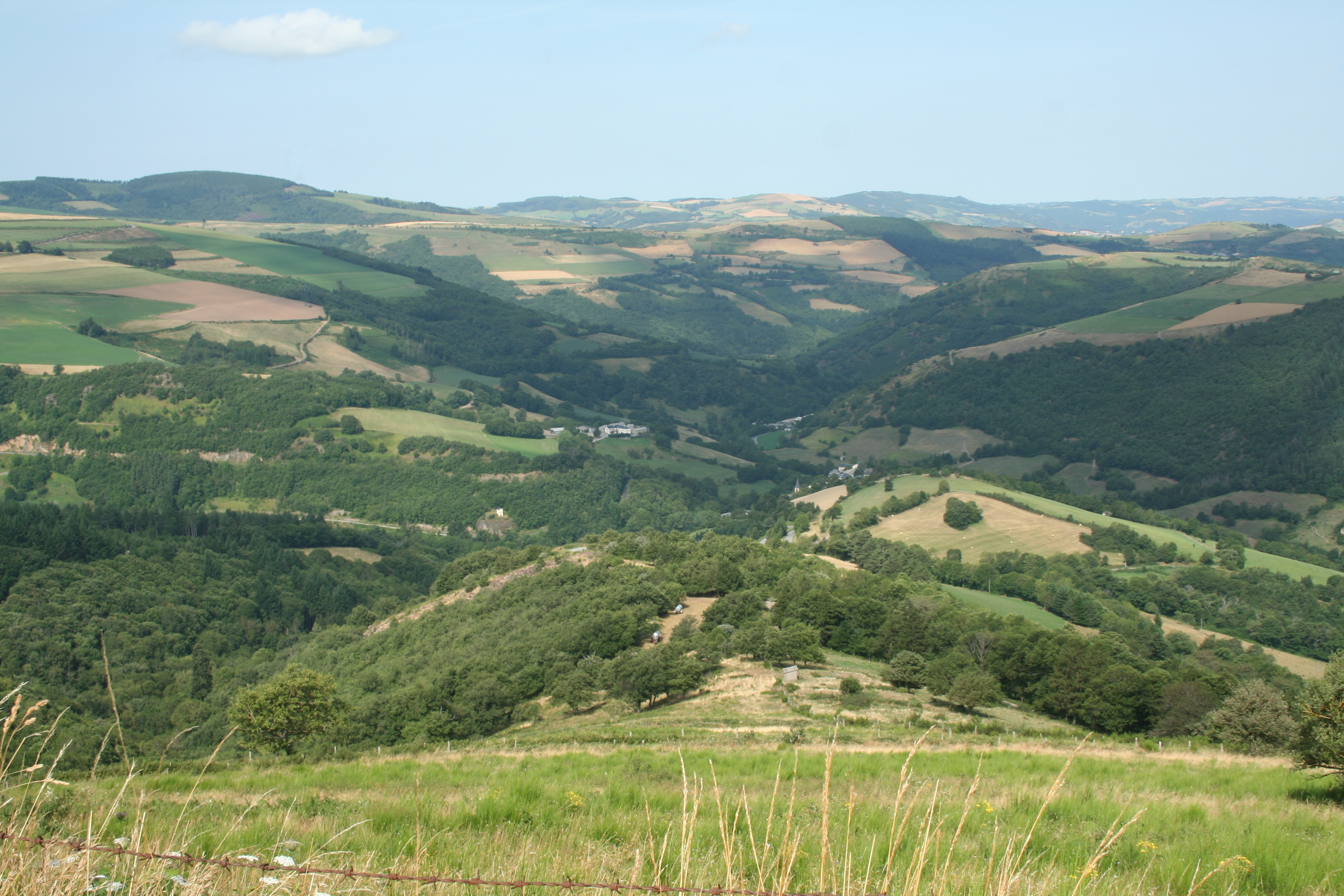

- Église Sainte-Marie-Madeleine de Murasson.
- Croix monumentale
- Statue de la Vierge à l'Enfant
- Une croix latine en fer forgé
- Une croix latine en fer forgé

### Personnalités liées à la commune
Sous l'Ancien Régime, la famille de Barrau de Muratel notamment.
Par son mariage avec dame Marie de Blanquet de Murasson, Louis de Morlhon devient seigneur de Murasson et compte parmi ses descendants le journaliste Adrien de Lavalette et le cinéaste Camille de la Valette de Morlhon.
Édouard de Curières de Castelnau, général de la Grande Guerre, y posséda une maison.